# Alda Games
Alda Games est un studio de jeux tchèque indépendant qui développe des jeux pour les appareils mobiles, principalement les téléphones mobiles et les tablettes. Le studio a été fondé en juin 2013.
Elle utilise le moteur Unity 3D et développe des jeux pour les plateformes iOS, Android et Windows Phone. 

## Histoire
- 2013 - Save the Snail - un jeu vidéo de réflexion aux graphismes de dessins animés dans lequel le joueur déplace divers objets pour mettre l'escargot en sécurité ou pour créer un abri adapté contre les chutes d'objets et les pièges. Le jeu contient 24 niveaux répartis en 3 niveaux de difficulté différents[2].
- 2013 - World of Cheese - un jeu d'aventure logique de type point-and-click dans lequel le joueur doit découvrir des morceaux de fromage cachés en résolvant des énigmes pour aider à protéger les souris de la famine[3].
- 2014 - Eggies - un jeu d'arcade rappelant le Tamagotchi, dans lequel le joueur prend soin d'un œuf, qui, s'il est bien entretenu, éclot en un monstre. Le jeu est rempli de mini-jeux et de modifications visuelles de l'œuf[4].
- 2014 - Defend Your Life - un jeu de stratégie de type tower defense dans un décor de corps humain vaguement inspiré de la populaire série éducative française Once Upon a Time. Une version améliorée prête pour la plateforme de distribution numérique Steam est sortie en 2015. Le jeu est compatible avec les ordinateurs personnels sous Windows, Mac OS X et Linux. La version mobile est compatible avec Android, iOS et Windows Phone[5].
- 2015 - Save the Snail 2 - une suite du populaire jeu de réflexion, offrant de nombreux nouveaux niveaux ainsi que des changements drastiques au niveau du gameplay et des graphismes[6].
- 2016 - Killing Room - un jeu de tir de type roguelike se déroulant dans un décor de télé-réalité tordu au 22e siècle[7].
- 2018 - Band of Defenders - jeu de tir coopératif avec construction de bases dans un monde post-apocalyptique.
- 2019 - The Walking Zombie